# Puspasari (Pedes)
Puspasari is een bestuurslaag in het regentschap Karawang van de provincie West-Java, Indonesië. Puspasari telt 3745 inwoners (volkstelling 2010).